# Polycyrtus paululus
Polycyrtus paululus là một loài tò vò trong họ Ichneumonidae.